# Catedral de Baeza
La Catedral de Baeza o Catedral de la Natividad de Nuestra Señora és la catedral renaixentista de Baeza, província de Jaén, Espanya. Va ser la seu del bisbat de Jaén des de 1227 fins que la seu episcopal es va traslladar a Jaén el 1249. Es troba a la plaça de Santa Maria, on es troba, entre altres monuments, la Font de Santa Maria i les Cases Consistorials Altes.
Des de 1931 està catalogada com Bé d'Interès Cultural amb la qualificació de «monument». Forma part del conjunt monumental renaixentista de Baeza, que junt amb el d'Úbeda, va ser declarat Patrimoni de la Humanitat per la UNESCO el 2003.

## Història
S'erigeix, segons tradició històrica, al solar de l'antiga mesquita o aljama de la ciutat, consagrada l'any 1147 per al culte cristià per manament del rei Alfons VII sota l'advocació de sant Isidor. De nou mesquita poc temps després, no va ser fins que el rei Ferran III va reconquistar definitivament la ciutat el 1227, quan l'edifici va ser definitivament consagrat com a temple cristià amb el títol de la «Nativitat de Nostra Senyora».

## Construcció

### Primeres obres
L'element constructiu més antic de l'edifici és el cos inferior de la torre-minaret; de forma cúbica i massissa té uns petits fusts de pedra calcària a les seves tres arestes visibles. De la mateixa època es conserven també en la torre tres arcs islàmics, cegats i ocults, al parament situat immediatament sota les cobertes de les naus. Aquests elements es poden datar al voltant del segle xi, per la seva similitud amb altres edificis contemporanis i per ésser aquest un segle de pacificació a Andalusia i, per tant, l'únic període en què es van poder emprendre obres d'aquesta magnitud.
Cap a finals del segle xiv, sota el pontificat del bisbe Rodrigo Fernández de Narváez, s'aixeca un nou cos sobre el descrit més amunt, segons consta en inscripció adossada a la cara nord de la torre. Al mateix període gòtic deuen pertànyer les arcades del claustre i les seves capelles mudèjars, que segons tradició està situat al lloc on es trobava el pati de la mesquita.
L'any 1529 comença l'edificació d'una nova catedral plateresca de tres naus i voltes de creueria, durant aquests anys, i sota la direcció de Ginés Martín de Aranda, es reedifica la torre el 1545 i es construeix la capella de Sant Miquel el 1560. Va acabar desplomant-se l'any 1567.

### La catedral renaixentista

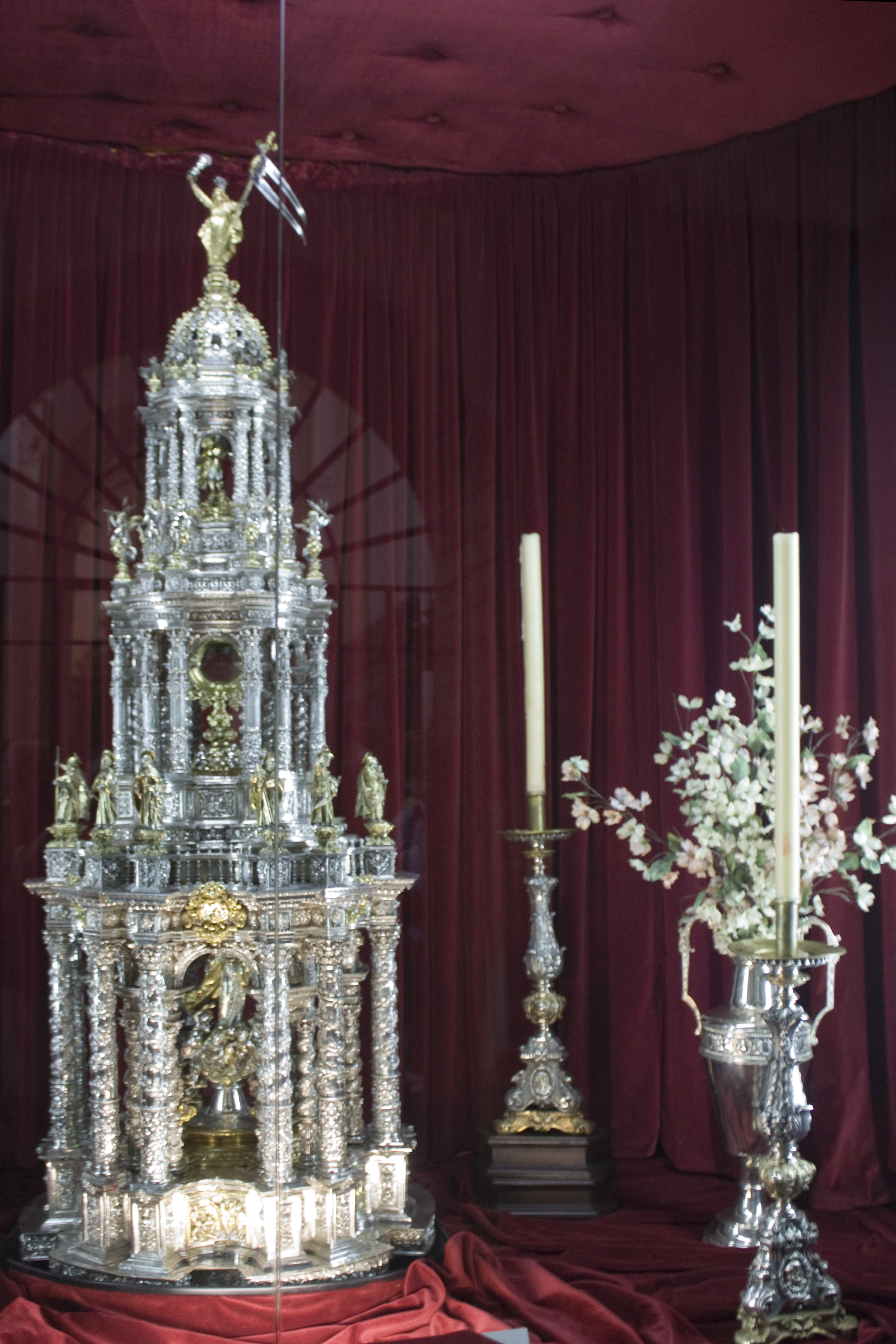
Custòdia processional de la catedral

Finalment, gràcies al mecenatge del bisbe Francesc Delgado López es disposa la seva reconstrucció, quedant el disseny del nou temple sota la direcció d'Andrés de Vandelvira, el més prestigiós arquitecte renaixentista de la comarca. Així irromp en l'edifici el nou estil arquitectònic, que així i tot respecta els antics pilars i voltes gòtiques de la capçalera que, tocant al mur axial, no s'havien desplomat.
A la mort de Vandelvira el 1575 el succeeix a la direcció de les obres Cristóbal Pérez, i des de 1584 el jesuïta Juan Bautista Villalpando, culminant-se finalment la construcció del temple el 1593 sota la direcció d'Alfonso Barba.
L'any 1714 es va concloure la seva custòdia processional, una de les més destacades d'Espanya i la principal peça d'orfebreria del patrimoni catedralici.
El cos renaixentista original de la torre es va ensorrar al segle xix. Les seves restes van ser demolides i una cuculla de pissarra va venir a cobrir el volum inferior de construcció islàmica. L'actual fàbrica neorenaixentista de la torre va ser edificada novament cap al 1960.